# Andy Bolton
Andy Bolton (22 de janeiro de 1970, em Dewsbury, Yorkshire) é um levantador de peso básico inglês.

## Carreira
Bolton venceu sua primeira competição em 1991, quando tinha vinte e um anos de idade, em um evento de levantamento de peso básico local chamado BAWLA Yorkshire Junior Championships. Desde então, Bolton competiu na World Powerlifting Organization (WPO) e na World Powerlifting Congress (WPC).[carece de fontes?] Ele é o atual "recordista mundial" da WPO (1273 kg/2806 lb). Bolton também detém os recordes do mundo WPO no agachamento (550,5 kg/1213 lb) e levantamento terra (457,5 kg/1009 lb), e foi o primeiro homem a efectuar um levantamento terra de mais de mil libras.
Suas realizações incluem a colocação em quinto lugar no Arnold Classic Strongman de 2002.